# Tournayellina
Tournayellina es un suborden de foraminíferos (clase Foraminiferea, o Foraminifera) cuyos taxones han sido tradicionalmente incluidos en el suborden Fusulinina del orden Foraminiferida, o bien en el orden Fusulinida de la clase Foraminifera. Su rango cronoestratigráfico abarca desde el Frasniense (Devónico superior) hasta el Namuriense (Carbonífero superior).

## Discusión
Clasificaciones más recientes incluyen Tournayellina en el orden Tournayellida, de la subclase Fusulinana, de la clase Fusulinata.

## Clasificación
Tournayellina incluye a las siguientes superfamilias:
- Superfamilia Lituotubelloidea
- Superfamilia Mstinioidea
- Superfamilia Tournayelloidea